# Verslo ir komercinė teisė
Verslo ir komercinė teisė (dt. „Wirtschafts- und Handelsrecht“) ist eine in Vilnius (Litauen) erscheinende litauischsprachige juristische Fachzeitschrift. Sie erscheint sechsmal jährlich und beschäftigt sich mit Wirtschafts- und Handelsrecht, Privatisierung, Wirtschaftsprüfung und Bankwesen. Die Zeitschrift existiert seit 1992 und hieß bis 1995 „Verslas ir teisė“. Herausgeber und Gründer ist das Rechnungswesenunternehmen UAB „Auditas“. Die Auflage lag 1992 bei 5200, 1997 bei 3000 Exemplaren.

## Redaktion
Chefredakteur ist Karolis Jovaišas.